# Anisocentropus ittikulama
Anisocentropus ittikulama är en nattsländeart som beskrevs av Schmid 1958. Anisocentropus ittikulama ingår i släktet Anisocentropus och familjen Calamoceratidae. Inga underarter finns listade i Catalogue of Life.